# الدوري الإسباني الدرجة الثانية 1942–43
دوري الدرجة الثانية الإسباني 1942–43 (بالإسبانية: Segunda División de España 1942-43) هو موسم من دوري الدرجة الثانية الإسباني. فاز فيه نادي ساباديل.